# Губитак свести
Губитак свести (ГС) је епизодичан поремећај у виду изненадног (пароксизмалног) и пролазаног прекида континуитета свести праћеног нестабилношћу, падом на тло и често различитим моторним манифестацијама. У дијагностици губитка свести најважнија је клиничка процена: да ли се ради о правом губитку свести какав се виђа код синкопе и епилепсије или о паду са привидним губитком свести који може бити праћен моторним симптомима (психогени неепилептички напади) или само губитком мишићног тонуса.

## Основни појмови о свести
Појмови „свест“, „свесност“, „несвесност“ и „будност“ имају велики број значења, па се понекад јавља двосмисленост при њиховој употреби. У медицини свест се дефиниша као: „тренутно стање свесности, себе и своје околине и одговор на спољне стимулусе и унутрашње потребе.“
За свест, односно свесност себе и своје околине, неопходна су два основна фактора: будност и ментални садржај свести. 
| Појам                     | Значење |
| ------------------------- | --- |
| Стање свести здраве особе | - Будно стање - РЕМ спавање - Спороталасно спавање |
| Анатомски супстрат свести | - Асцедентни ретикуларне активирајући систем и таламус (који су углавном одговорни за будност и контролу циклуса будност - спавање) - Кора великог мозга која је одговорна за квалитет и кохерентност мисли и понашање одговарајуће особе |
| Губитак будности          | - Губитак нормалног стања будности је је најважнији и најдраматичнији аспект поремећаја свести. - Најтежи степен депресије свести је кома.                                                                                                |

## Епидемиологија најважнијих губитака свести
Епидемилошки гледано огромну већину правих узрока епизодног губитка свести чине синкопе и епилептички напади.
Синкопа
Релевантни подаци о учесталости синкопе у општој популацији који су добијени из седамнаестогодишње Фраминганске студије, на основу праћења 7.814 пацијената старијих од 20 година није откривена значајна разлика учесталости међу половима. Око 80% особа имало је само једну епизоду синкопе. Од укупног броја особа са синкопом, у овој студији само 56% њих, обратило се за помоћ лекару. Упоређивањем ових података са укупним бројем посета лекару провцењено је да сваки лекар опште праксе најмање једном месечно има болесника са знацима прве епизоде синкопе.
Епилепсија
Према старијим подацима из литературе око половина болесника са епилепсијом преве знаке болести испољавало је до своје 15-те године. Међутим новија епидемиолошкешка истраживања утврдила су да расте број новооткривених случајева у старијем животном добу. То је највероватније последица све веће заступљености особа старије животне доби у општој популацији као и повећана инциденција цереброваскуларних болести, које су важан узрок епилепсије.
Истраживањима нису утвршђене значајне разлике у учесталости епилепсије између полова. 
Само 30 до 50% деце и одраслих особа јавља се лекару након доживљеног првог епилептичког напада. Код већине болесника који се обрате лекару ради дијагностике првог епилептичког напада, дераљном анамнезом откривен је најмање један претходни напад.
На основу животне преваленције епилепсије која се креће од 2 до 5% процењено је да ће сваки лекар опште праксе имати једном годишње током свог радног века око 10 болесника који се активно лече од епилепсије и још 15-25 болесника који су раније имали епилептичне нападе али им терапија више није потребна.
Учесталост епилептичких напада током године код истог болесника
| Учесталост напада | У процентима |
| ----------------- | ------------ |
| < 1 годишње       | 33%          |
| 1 - 12 годишње    | 33%          |
| > 1 годишње       | 33%          |

Остали узроци
Осталих узрока губитка свести могу бити:
- Транзиторна исхемијски атаци у вертебробазиларном сливу. Они су одговорни за 1-2% свих губитака свести.[6]
- Привидни губици свести условљени психогеним неепилептичним нападима. Њихова инциденција јављања је  1,4 на на 100.000 становника.[7]
- Губиртак свести изазван хипогликемијом. Јавља се у склопу лечења шећерне болести инсулином у просеку код 1 болеснику годишње.[8]

## Етиологија
Губитак свести је доста чест клинички проблем, најчешће са повољном прогнозом, који може бити иазван следећим (види табелу) најчешћим узроцима, према доминантно захваћеним системима:
Поремећаји који могу да изазову губитак свести или да у великој мери подсећају на губитак свести
| Узроци               | Поремећаји |
| -------------------- | --- |
| Психијатријски       | - Психогени неепилептички напади - Панични напади - Соматиформни поремећај - Конверзивни поремећај - Деперсонализација - Посттрауматски стресни поремећај - Епизодички губитак контроле - Напади беса, наступ беса (tantrum temper) - Синдром хипервентилације - Синдром искључивања („пад у несвест“) - Шизофренија/кататони ступор - Симулација |
| Неуролошки           | - Епилепсија - Епилептичким нападом изазвана асистолија - Комоционе конвулзије - Нарколепсија/катаплексија, друге хиперсомије и парасомије - Пароксизмалне дискинезије/ноћна хореоатетоза - Брунсов синдром - Базиларна мигрена/мигренозни еквиваленти                                                                                            |
| Кардиоваскуларни     | - Структурно срчано или кардиоваскуларно обољење - Цереброваскуларни поремећаји - Некласификована синкопа - Ортостатска хипотензија - Поремећаји срчаног ритма - Неурално посредована (рефлексна) синкопа (вазовагална синкопа) |
| Метаболички/Токсички | - Хипогликемија - Хипонатријемија - Интоксикације - Хипокапнија/хипервентилација - Феохромоцитом - Порфирија |
| НАПОМЕНА             | - На овој табели приказана је само једна од могућих класификација губитка свести. - „Због непрецизности терминологије и варијабилних критеријума свака класификација поремећаја који изазивају прави или привидни губитак свести је арбитрарна“.                                                                                                  |

## Најчешћи узроци губитка свести
Два најважнија узрока епизодног губитка свести у клиничкој пракси су синкопа и епилептички напад.

### Синкопа
Синкопа је нагли и пролазни губитак свести праћен губитком постуралног тонуса услед компромитоване циркулације крви изазване глобалном хипоперфузијом мозга. У пракси се јако често за синкопу користи и израз колапс.
Накаон синкопе опоравак свести обично подразумева готово тренутно враћање одговарајућег (нормалног) понашања, менталних способности и оријентације. Временски период комплетног губитка свести код најчешћих синкопа је кратак (код вазовагалне синкопе он обично не траје дуже од 20 секунди).
Патофизиолошки механизам који доводи до губитка свести, а карактеристичан је за скоро све синкопе, је компромитована циркулација крви праћена дифузном хипоперфузијом можданое коре и ретикуларног активирајућег система услед редукције (смањења) системског артеријског притиска и последично можданог перфузионог притиска, због смањења срчаног минутног волумена и/или тоталног периферног васкуларног отпора. 
Синкопе може настати и услед пролазних поремећаја протективних механизама или као последица утицаја других факора (лекови, крварења, хипоглимија) који доводе до снижења систолног крвног притиска испод прага ауторегулације.

### Епилептички напад
Епилептички напад је , краткотрајна, пароксизмална и стереотипна промена моторне активности, сензибилитета, понашања или свесности, узрокована нарушеном електричном хиперактивношћу мозга. 
Било који симптом може да буде епилептички уколико се јавља нагло (пароксизмално) и спонтано (непровоцирано), траје кратко, има тенденцију да се понавља на стереотипан начин и по правилу је праћен постикталном исцрпљеношћу. 
Неки симптоми епилептички напад су од већег дијагностичког значаја зато што се чешће јављају (класични симптоми):цијаноза, конвулзије, „deja vu“ феномен, олфакторни и густаторни симптоми, гастрична аура, напади у спавању, инконтиненција мокраће, угриз језика, теже повреде (преломи костију и опекотине).

## Патофизиологија
Патофизиологија ГС је резултат неуронске дисфункције услед смањења снабдевања мозга глукозом или кисеоником.  У случајевима који укључују структурне лезије централног нервног система, кома може настати било директним уништавањем центара за узбуђење мозга или секундарним оштећењем изазваним померањем интракранијалних структура, васкуларном компресијом или повишеним интракранијалним притиском.
Анатомско седиште узбуђења је узлазни ретикуларни активирајући систем (РАС) у можданом стаблу. Неурони овог система потичу из дорзалног моста и средњег мозга, формирају везе у таламусу и пројектују се у различите регионе унутар коре мозга. Кора мозга игра кључну улогу у обради, интеграцији и пружању контекста информацијама које прима, на крају стварајући свест.  РАС прима импулсе из кичмене мождине и кортекса, олакшавајући свест о околном окружењу.
Оштећење доле наведене 3 значајне области мозга најчеђће доводе до губитка свести.
Билатерално оштећење хемисфере
Опсежна оштећења мождане коре, која су резултат стања као што су хипоксичне или исхемијске повреде или трауме мозга, доводе до смрти неурона и денервације кортикалних региона. Сходно томе, пацијенти губе способност да обрађују и свесно реагују на стимулусе. Кома изазвана системским факторима такође се може сврстати у ову категорију, јер ствара абнормално физиолошко окружење које инхибира функцију неурона. Типично, овај образац је реверзибилан ако се коригује основна системска абнормалност.
Диенцефална (таламична) повреда
Таламус садржи релејна језгра одговорна за усмеравање аферентног улаза у кортекс. Сходно томе, билатералне лезије таламуса могу манифестовати налазе сличне онима уоченим у случајевима билатералне кортикалне повреде.
Повреда горњег дела мозга
Дорзални мост и средњи мозак садрже узлазног ретикуларни активирајући систем (РАС). Лезије у овој области могу инхибирати свест и довести до коматозног стања.

## Дијагноза
Како се ради о пролазном поремећају најчешће се губитака свести непосредно не опсервира од стране лекара, па се дијагноза мора постављати ретроспективно-ретроградно, најчешће детаљним узимањем анамнезе од самог болесника и евентуалних очевидаца. Веома је важно у дијагностици утврдити јасну разлику ризмеђу синкопе и епилепсије због могућих различитих дијагностиких приступа, узроку настанка и терапији ова два поремећаја. Применом једноставног клиничког поступка у већини случајева искусном лекару је лако да разликују поједини узроке губитака свести.
Након сусрета са болесником који је доживео краткотрајан губитак свести треба обавити детаљан преглед и:
- Проценити постиктално стање свести.
- Узети кратку хетероанамнезу/анамнезу о околностима, факторима ризика и продромалним симптомима.
- Обавити основни физикални преглед са мерењем крвног притиска у лежећем и усправном положају
- Снимити електрокардиограм (ЕКГ) а по потреби и електроенцефалограм (ЕЕГ).

Овакав рутински преглед би требало да да одговоре на следеће питања: 
- Да ли је губитак свести синкопалне природе?[22]
- Да ли постоји обољење срца?[23]
- Да ли постоје одређене клиничке карактеристике које сугеришу дијагнозу?[24]

## Диференцијална дијагноза
Диференцијална дијагноза синкопе и епилептичког напада је од критичне важности због даљег 
испитивања, лечења и прогнозе ових поремећаја На доњој табели приказане су главне клиничке 
карактеристике од значаја у диференцијалној дијагнози између епилептичких напада и синкопе.
Диференцијална дијагноза између епилептичких напада и синкопе
| Клиничке карактеристике        | Епилепсија                                                                  | Синкопа                                                                                            |
| ------------------------------ | --------------------------------------------------------------------------- | -------------------------------------------------------------------------------------------------- |
| Преципитирајући фактори        | - треперава светлост, - неспавање                                           | - емоционални стрес, - бол, - дуже стајање                                                         |
| Положај тела                   | - није од значаја                                                           | - углавном усправан                                                                                |
| Време јављања                  | - у будности и спавању                                                      | - у будности                                                                                       |
| Трајање                        | - кратко                                                                    | - дуже, - постепен развој                                                                          |
| Аура или премониторни симптоми | - непријатан мирис, - неодређен непријатан осећај у стомаку                 | - наузеја, повраћање, - бледило, осећај хладноће, - презнојавање, - мутноћа у глави, замућење вида |
| Период без свести              | - минути                                                                    | - секунде                                                                                          |
| Боја коже                      | - цијаноза или нормална боја                                                | - бледило                                                                                          |
| Конвулзије                     | - уобичајене, - продуженог трајања, - почетак коинцидира са губитком свести | - ретко, - увек кратког трајања (<15 секунди) - јављају се после губитка свести                    |
| Повреде                        | - честе код конвулзивних напада                                             | - ретке, осим код срчаних синкопа                                                                  |
| Угриз језика                   | - често, обично ивица језика                                                | - ретко, обично врх језика                                                                         |
| Симптоми по повратку свести    | - продужена конфузност, - болови у мишићима, - главобоља, поспаност         | - нема конфузности, - мучнина, повраћање, - бледило, малаксалост                                   |

## Терапија
Пошто је основни узрок губитка свести често нејасан, почетни приступи лечењу се започињу пре него што се постигне потпуна процена или постави тачна дијагноза. Почетни корак у лечењу стањем несвести код пацијената укључује почетак емпиријске терапије уз добијање почетних дијагностичких података.  Главни кораци лечења су:
Оксигенација
Генерално, пацијенти без свести са нивоом засићености кисеоником испод 90%. Губитак свести  са ослабљеним кашљем или фарингеалним рефлексом захтевају интубацију.
Циркулација
Средњи артеријски крвни притисак испод 70 ммХг треба лечити течностима или вазопресорима. Средњи артеријски притисци који прелазе 130 ммХг могу захтевати примену интравенског (ИВ) лабеталола у дози од 5 до 20 мг или по потреби.
Витални знаци
Виталне знакове пацијента без свести треба што пре установити ако овај задатак још није завршен.
Примена глукозе
Ако је узрок коме непознат, треба дати 25 грама декстрозе док се чекају резултати лабораторијских тестова.
Примена тиамина
У случајевима потхрањености, дозу од 100 мг тиамина треба применити одмах или пре давања глукозе пацијенту. 
Специфични антидоти
Код пацијената за које се сумња да су доживели предозирање одређеним лековима, препоручљиво је размотрити налоксон и флумазенил. 
Поред тога, испирање желуца и активни угаљ су алтернативне опције које се могу размотрити.
Интракранијални притисак
Ако пацијент показује клинички евидентан хернијални синдром или ако је он неизбежан на основу  налаза компјутеризоване томографије, манитол треба применити ИВ путем у дози од 1 г/кг, заједно са хипервентилацијом.
Контрола конвулзија
Уконтроли напада конвулзија код пацијената без свести, преферирани лекови избора су фенитоин и фосфенитоин. 
Потенцијални третмани за пацијенте са неконвулзивним нападима могу укључивати фенитоин или лоразепам.  
Лечење инфекције
У случајевима када се сумња на бактеријски менингитис или вирусни енцефалитис, препоручује се давање  антибиотике или антивирусних лекова. 
Баланс киселина-база и електролита
Враћање киселинско-базне и електролитске равнотеже код пацијената без свести треба да буде приоритет у терапији.
Телесна температура
Одржавање телесне температуре изнад 38,5°С код пацијената са исхемијом може погоршати оштећење мозга. Због тога је неопходно користити расхладна ћебад и антипиретике. У случајевима срчаног застоја, изазивање хипотермије се сматра неуропротективним. 
Загревање је генерално непотребно осим ако пацијентова температура не падне испод 33°С
Контрола агитације
Када се добију резултати дијагностичког тестирања, стратегије лечења се могу прилагодити у складу са тим како би се постигли оптимални резултати. Пацијенти који су у сталном коматозном стању упркос почетним интервенцијама често захтевају виши ниво неге, као што је смештај у јединицу интензивне неге.